# Diócesis de Chachapoyas
La diócesis de Chachapoyas (en latín: Dioecesis Chachapoyasensis) es una circunscripción eclesiástica de la Iglesia católica en Perú. Se trata de una diócesis latina, sufragánea de la arquidiócesis de Piura. Desde el 9 de marzo de 2022 su obispo es Humberto Tapia Díaz.

## Territorio y organización
La diócesis tiene 16 075 km² y extiende su jurisdicción sobre los fieles católicos de rito latino residentes en 5 provincias del departamento de Amazonas: Bagua, Bongará, Chachapoyas, Luya y Rodríguez de Mendoza.
La sede de la diócesis se encuentra en la ciudad de Chachapoyas, en donde se halla la Catedral de San Juan Bautista.
En 2021 en la diócesis existían 22 parroquias.

## Historia
La diócesis de Maynas fue erigida el 28 de mayo de 1803, obteniendo el territorio de la arquidiócesis de Lima y de las diócesis de Huamanga, Cuenca, Popayán, Quito y Trujillo (hoy todas arquidiócesis). Originalmente fue sufragánea de la arquidiócesis de Lima.
La diócesis incluía la Comandancia General de Maynas en el Virreinato del Perú, un vasto territorio que también incluía porciones que iban más allá de las fronteras del actual estado del Perú. El proceso de independencia sudamericano provocó la pérdida de los territorios encontrados en Colombia y Ecuador en beneficio de las diócesis de estos dos países.
El primer obispo, Hipólito Antonio Sánchez Rangel, colocó la sede de la nueva diócesis primero en Jéberos y luego, a partir de 1812, en Moyobamba.
El 2 de junio de 1843, con la bula Ex sublimi Petri del papa Gregorio XVI, la diócesis de Trujillo cedió las dos provincias de Pataz y Chachapoyas a la diócesis de Maynas, cuya sede fue trasladada nuevamente a Chachapoyas y, por lo tanto, la diócesis asumió el nombre actual.
El 5 de febrero de 1900, mediante el decreto Cum interior de la Congregación de Propaganda Fide, cedió porciones de su territorio para la erección de las prefecturas apostólicas de San León del Amazonas (hoy vicariato apostólico de Iquitos) y San Francisco de Ucayali (hoy suprimida).
El 23 de mayo de 1943 pasó a formar parte de la provincia eclesiástica de la arquidiócesis de Trujillo.
El 11 de enero de 1946 cedió una porción de su territorio para la erección de la prefectura apostólica de San Francisco Javier (hoy vicariato apostólico de Jaén en Perú o San Francisco Javier) mediante la bula In Orbis Catholici del papa Pío XII.
El 7 de marzo de 1948 cedió otra porción de su territorio para la erección de la prelatura territorial de Moyobamba mediante la bula Romanus Pontifex del papa Pío XII.
El 30 de junio de 1966 se convirtió en sufragánea de la arquidiócesis de Piura.

## Estadísticas
Según el Anuario Pontificio 2022 la diócesis tenía a fines de 2021 un total de 290 654 fieles bautizados.
| Año                                                                             | Población            | Población | Población      | Sacerdotes | Sacerdotes    | Sacerdotes    | Bautizados por sacerdote | Diáconos permanentes | Religiosos | Religiosos | Parroquias |
| Año                                                                             | Bautizados católicos | Total     | % de católicos | Total      | Clero secular | Clero regular | Bautizados por sacerdote | Diáconos permanentes | Varones    | Mujeres    | Parroquias |
| ------------------------------------------------------------------------------- | -------------------- | --------- | -------------- | ---------- | ------------- | ------------- | ------------------------ | -------------------- | ---------- | ---------- | ---------- |
| 1950                                                                            | 7 322 000            | 7 500 000 | 97.6           | 21         | 19            | 2             | 348 666                  |                      | 9          | 180        | 21         |
| 1959                                                                            | 94 000               | 95 000    | 98.9           | 23         | 23            |               | 4086                     |                      |            | 11         | 21         |
| 1970                                                                            | 110 000              | 120 000   | 91.7           | 20         | 19            | 1             | 5500                     |                      | 2          | 7          | 21         |
| 1976                                                                            | 162 000              | 180 000   | 90.0           | 16         | 13            | 3             | 10 125                   |                      | 3          | 31         | 13         |
| 1980                                                                            | 175 000              | 194 000   | 90.2           | 19         | 12            | 7             | 9210                     |                      | 8          | 35         | 19         |
| 1990                                                                            | 228 000              | 254 000   | 89.8           | 29         | 21            | 8             | 7862                     |                      | 9          | 75         | 21         |
| 1999                                                                            | 260 000              | 280 000   | 92.9           | 25         | 19            | 6             | 10 400                   |                      | 6          | 60         | 21         |
| 2000                                                                            | 266 000              | 280 000   | 95.0           | 20         | 16            | 4             | 13 300                   |                      | 4          | 60         | 21         |
| 2001                                                                            | 267 000              | 281 000   | 95.0           | 22         | 17            | 5             | 12 136                   |                      | 5          | 60         | 23         |
| 2002                                                                            | 268 200              | 282 500   | 94.9           | 25         | 20            | 5             | 10 728                   |                      | 5          | 63         | 23         |
| 2003                                                                            | 308 076              | 338 910   | 90.9           | 24         | 19            | 5             | 12 836                   |                      | 5          | 56         | 23         |
| 2004                                                                            | 307 570              | 349 512   | 88.0           | 25         | 21            | 4             | 12 302                   |                      | 5          | 59         | 23         |
| 2006                                                                            | 311 000              | 343 000   | 90.7           | 28         | 25            | 3             | 11 107                   |                      | 3          | 56         | 22         |
| 2013                                                                            | 302 205              | 355 144   | 85.1           | 25         | 23            | 2             | 12 088                   |                      | 3          | 68         | 22         |
| 2016                                                                            | 317 040              | 362 937   | 87.4           | 30         | 28            | 2             | 10 568                   |                      | 3          | 72         | 22         |
| 2019                                                                            | 363 800              | 407 250   | 89.3           | 32         | 29            | 3             | 11 368                   |                      | 3          | 67         | 22         |
| 2021                                                                            | 290 654              | 341 804   | 85.0           | 27         | 25            | 2             | 10 764                   |                      | 2          | 70         | 22         |
| Fuente: Catholic-Hierarchy, que a su vez toma los datos del Anuario Pontificio. |                      |           |                |            |               |               |                          |                      |            |            |            |

## Episcopologio
- Hipólito Antonio Sánchez Rangel de Fayas, O.F.M. † (26 de junio de 1805-28 de septiembre de 1824 nombrado administrador apostólico de Cartagena)[nota 2]
  - Sede vacante (1824-1838)
- José María Amaga † (17 de septiembre de 1838-15 de diciembre de 1849 falleció)
  - Sede vacante (1849-1853)
- Pedro Ruiz Zumaeta † (12 de septiembre de 1853-20 de noviembre de 1862 falleció)
  - Sede vacante (1862-1865)
- Francesco Solano Risco, O.F.M. † (27 de marzo de 1865-1900 renunció)
  - Sede vacante (1900-1904)
- José Santiago Irala, O.F.M. † (4 de junio de 1904-1909 renunció[nota 3])
- Emilio Juan Francisco Lissón y Chávez, C.M. † (16 de marzo de 1909-25 de febrero de 1918 nombrado arzobispo de Lima)
  - Sede vacante (1918-1921)
- Pedro Octavio Ortiz Arrieta, S.D.B. † (21 de noviembre de 1921-1 de marzo de 1958 falleció)
- José Germán Benavides Morriberón † (28 de agosto de 1958-30 de noviembre de 1968 nombrado obispo auxiliar de Arequipa[nota 4])
- Manuel Prado Perez-Rosas, S.I. † (7 de septiembre de 1970-29 de diciembre de 1976 nombrado arzobispo de Trujillo)
- Antonio de Hornedo Correa, S.I. † (9 de julio de 1977-18 de mayo de 1991 retirado)
- Ángel Francisco Simón Piorno (18 de mayo de 1991-18 de marzo de 1995 nombrado obispo de Cajamarca)
- José Ignacio Alemany Grau, C.SS.R. (17 de agosto de 1995-18 de mayo de 2000 renunció)
- Emiliano Antonio Cisneros Martínez, O.A.R. (27 de marzo de 2002-9 de marzo de 2022 retirado)
- Humberto Tapia Díaz, desde el 9 de marzo de 2022